# Marmota himalayana
La marmota del Himalaya (Marmota himalayana) es una especie de roedor esciuromorfo de la familia Sciuridae. Se encuentra en India, Nepal y Pakistán en la cordillera del Himalaya desde los 3500 hasta los 5200 m de altura, así como en el oeste, sur y centro de China.

## Subespecies
Se reconocen las siguientes subespecies:
- Marmota himalayana himalayana
- Marmota himalayana robusta